# Odpiram mlin, zapiram mlin
Odpiram mlin, zapiram mlin je avtobiografski roman pisatelja, pesnika, publicista Frančka Rudolfa. Izšel je leta 1989. 
Roman je napisan kot družinska kronika, sicer z roko odraslega, ta pa se raznih zablod zgodovine vendarle spominja kot otrok, ki neizkušeno in naivno jemlje vsakršno zlo za dobro oz. za nekaj, kar pač mora biti. Prikazuje svetlejšo podobo predvojnega in delno povojnega Maribora, kar pa gre pripisati avtorjevi blagi, humorni naravnanosti do dogodkov, ki so bili v resnici zelo težki (menjava oblasti, domala prepovedani verski obredi, spor med Stalinom in Titom, družinske tragedije).